# Cidade Rabat
Cidade Rabat es una pel·lícula portuguesa de 2023 dirigida por Susana Nobre, i protagonitzada per Laura Afonso, Paula Bárcia, Raquel Castro, Sara de Castro i Paula Só.

## Sinopsi
La pel·lícula segueix a Helena, de 40 anys, qui, després de la mort de sa mare, té temps per a si mateixa. Treballa en una productora de cinema, balla sorollosament i s'emborratxa.

## Repartiment
- Raquel Castro como Helena, protagonista.
- Laura Afonso.
- Sara de Castro.
- Paula Bárcia.
- Paula Só.